# الناصر خمير
ناصر خمير هو أديب ومخرج تونسي ولد سنة 1948 في مدينة قربة. تحصل على منحة من اليونسكو لدراسة السينما في فرنسا. يقوم بالرسم وبالخط العربي، ويشتغل الآن في مركو جورج بمبيدو الوطني للفن والثقافة.

## المسيرة المهنيّة
دخل الناصر خمير في وقت مبكر جدًا عالم الرواية والقص فحصل عام 1966 على منحة اليونسكو لدراسة السينما في باريس، بحلول عام 1972، ذهب خمير للبحث عن رواة القصص في مدينة تونس، وألهمهُ هذا البحث ليعمل على أربعة أعمال كان أولها LHistoire du pays du Bon Dieu الذي صدر عام 1975، نشر الناصر خمير كتابًا آخرًا هو LOgresse وهو حكاية خطية صدرت عام 1975 وبها شارك في إحياء رواية القصص في فرنسا، ولا سيما من خلال بدء ورش عمل تدريبية لرواة القصص. ومع ذلك، فهو راوي معاصر يتبع تقليد رواة القصص من الشرق ويقترح تعديلات على حكايات من التراث الشفهي التونسي.
ما بين عامي 1982 و1988، قضى الناصر مدة شهر كامل في مسرح شايو الوطني في باريس بهدفِ الوصول إلى 25 ساعة من السرد (قصة واحدة في المساء) في سينوغرافيا ليانيس كوكوس. يُحبّ الناصر مجموعته التي صدرت تحتَ عنوان The Thousand and One Pranks والتي كتبها مباشرة بعد حكايات ألف ليلة وليلة، كما أشار المؤلف إليها في مقابلاته على أنها من أهم ذكريات طفولته.
شارك الكاتب التونسي في عام 1986 في فيلم الهائمون (بالفرنسية: Les Baliseurs du Désert)‏ والذي لم يُعرض في العالم العربي مما دفع خمير إلى الاستياء فقرَّر «مواجهة المجتمعات العربية التي تنحي ثقافتها جانبًا»، كما شارك في فيلم طوق الحمامة المفقود الذي حقَّقَ نجاحًا كبيرًا لكنه لم يُعرض في العالم العربي أيضًا بما في ذلك تونس. صدر في عام 2005 فيلمه الطويل الثالث باب عزيز الذي شاركَ في إنتاجه ثماني دول بما في ذلك ألمانيا وفرنسا وسويسرا وبلجيكا وهولندا وإيران.
في عام 2017 اختير Les Baliseurs du Désert للمشاركة في بينالي البندقية في قسم الأفلام الكلاسيكية. بالإضافة لعمله ككاتب ومخرج سننمائي فالناصر خمير مصمم ونحات وهو أيضًا خطَّاط. يعرضُ الناصر خمير أعماله في عددٍ من المراكز لا سيما في مركز بومبيدو في فترة الثمانينيات وفي Salon du livre et de la presse jeunesse de في مونتروي.

## قائمة أعماله
هذه قائمةٌ بأبرز أعمال الكاتب والسينمائي التونسي الناصر خمير:
الروايات
- LOgresse, éd. Maspero، باريس، 1975, rééd. Syros Jeunesse، باريس، 2001
- Paroles dIslam : La Vérité ne peut être contenue dans un seul rêve, éd. Albin Michel، باريس، 1995
- Chahrazade, éd. Le Mascaret, Lormont, 1998
- LAlphabet des sables. De lalphabet arabe comme alphabet des sables, éd. Syros Jeunesse، باريس، 1999
- Le Conte des conteurs, éd. Syros Jeunesse، باريس، 1999
- Le Juge, la mouche et la grand-mère, éd. Syros Jeunesse، باريس، 2000
- Javale le bébé du voisin, éd. Syros Jeunesse، باريس، 2000
- Le Conte des conteurs, éd. Syros Jeunesse، باريس، 2001
- Le Chant des génies, éd. Actes Sud Junior، باريس، 2001
- Le Livre des génies, éd. Syros، باريس، 2001
- La Quête dHassan de Samarkand, éd. Actes Sud Junior، باريس، 2003

الأعمال السينمائيّة
- 1975 : LHistoire du pays du Bon Dieu
- 1986 : Les Baliseurs du désert
- 1991 : Le Collier perdu de la colombe
- 2005 : BabAziz, le prince qui contemplait son âme
- 2011 : Shéhérazade (film, 2011)|Shéhérazade
- 2014 : Looking for Muhyiddin
- 2016 : Whispering Sands

## روابط خارجية
- الناصر خمير على موقع IMDb (الإنجليزية)
- الناصر خمير على موقع ألو سيني (الفرنسية)
- الناصر خمير على موقع أول موفي (الإنجليزية)
- الناصر خمير على موقع قاعدة بيانات الفيلم (الإنجليزية)
- الناصر خمير على موقع كينوبويسك (الروسية)